# Aubonne (Doubs)
Aubonne település Franciaországban, Doubs megyében. Lakosainak száma 260 fő (2022. január 1.). Aubonne Mouthier-Haute-Pierre, Ouhans, Saint-Gorgon-Main és Les Premiers-Sapins községekkel határos.

## Népesség
A település népességének változása:
| Lakosok száma | 246  | 245  | 266  | 251  | 232  | 239  | 240  | 244  | 248  | 260  |
|               | 1968 | 1982 | 1990 | 2006 | 2013 | 2015 | 2017 | 2019 | 2020 | 2022 |